# Università di Zagabria

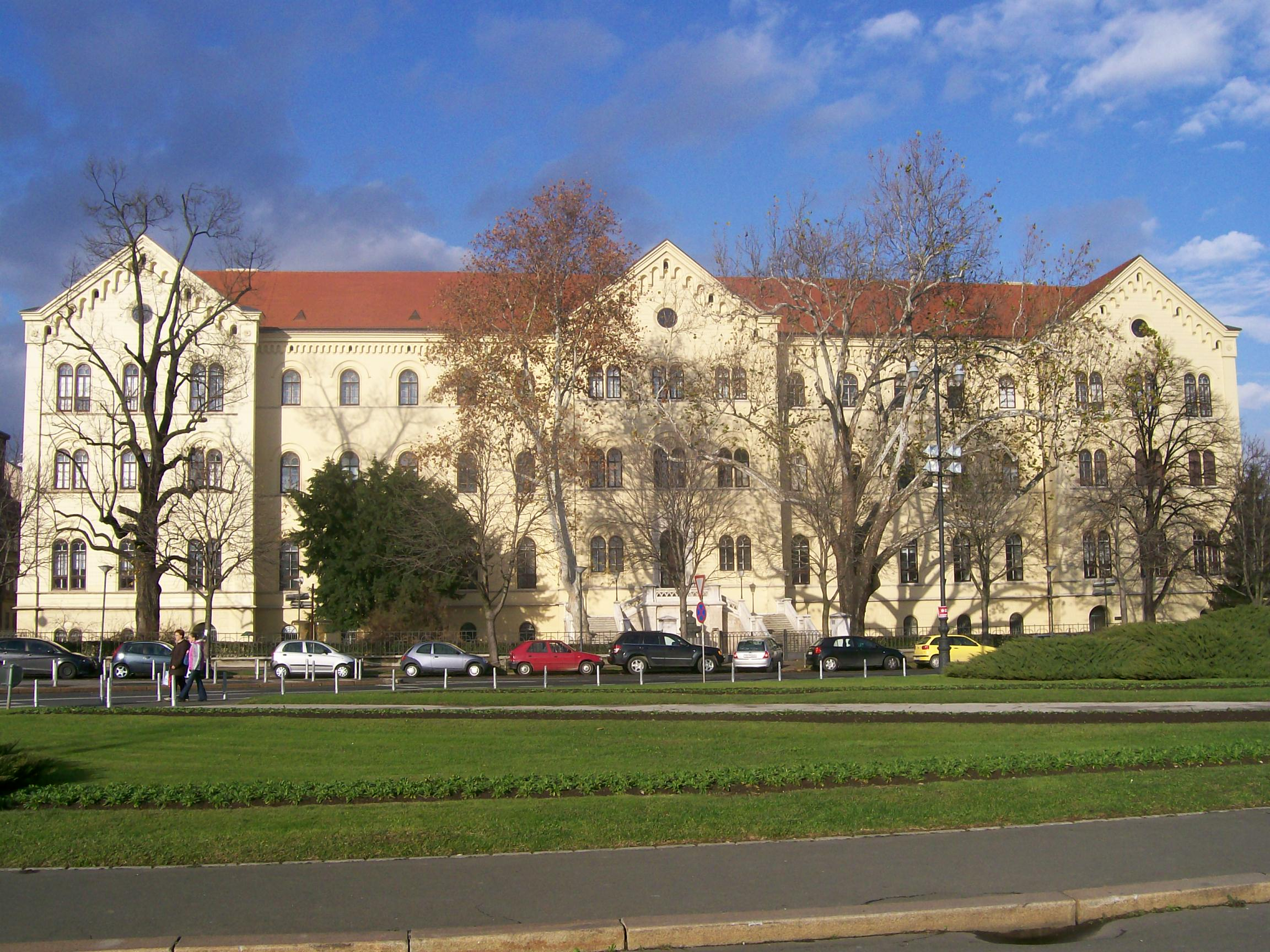
Rettorato e facoltà di giurisprudenza dell'Università di Zagabria.

L'Università di Zagabria è un'università pubblica croata con sede a Zagabria, fondata il 23 settembre 1669.
Oltre a essere la più grande della Croazia, essa è inoltre tra le più antiche del sud-est Europa.
È membro dell'Istituto europeo per le norme di telecomunicazione (ETSI).

## Storia
Ha cambiato nome diverse volte ma rimanendo sempre in attività fin dalla sua creazione. Fondata su ordine di Leopoldo I il 23 settembre 1669, fino al 1773 aveva il titolo di accademia (Neoacademia Zagrabiensis) ed era gestita dai gesuiti, vi si insegnava filosofia. Nel 1776 la regina Maria Teresa d'Asburgo-Lorena decretò che l'accademia diventasse Regia Scientarum Academia Zagrabiensis (Accademia Reale delle Scienze di Zagabria), vi venivano insegnate filosofia, teologia e legge.
Dal 1850 al 1874 l'Accademia funzionava come Regia Academia Iuris Zagrabiensis (Accademia Reale della Legge di Zagabria), in quel periodo, vi veniva insegnata solamente legge  (o giurisprudenza) - un corso quadriennale. Nel 1874 l'imperatore e re Francesco Giuseppe I diede la sanzione regia alla "Legge sull'università Francesco Giuseppe di Zagabria" (in croato: Zakon o Sveučilištu Franja Josipa u Zagrebu), approvata lo stesso anno dalla Dieta croato-slavona (il parlamento croato), e così venne istituita l'Università di Zagabria con quattro dipartimenti (facoltà): la Facoltà di Teologia Cattolica, la Facoltà di Legge (Giurisprudenza), la Facoltà di Filosofia e la Facoltà di Medicina (dal 1917).
L'Ateneo conta oggi 29 facoltà (dipartimenti), 3 accademie artistiche e più di 60.000 studenti.